# Pride Fighting Championships
Pride Fighting Championships (яп. プライド, сокр. Pride или Pride FC) — некогда самая большая организация ММА в мире, существовавшая с 1997 по 2007 годы и базировавшаяся в Японии. На русский название переводится как «Прайд», по аналогии с названием львиной стаи.
Начиная с 11 октября 1997-го года, «Pride» провела более 60-ти вечеров с боями (англ. event), телетрансляция которых проводилась почти в 40 странах. Также «Pride» установила рекорд по количеству зрителей на одном стадионе во время боёв, собрав более 90 тысяч человек во время Shockwave/Dynamite, состоявшегося в августе 2002-го.
Несмотря на огромную популярность самого чемпионата и его бойцов, в частности, таких как Фёдор Емельяненко, Мирко Филипович, Антонио Родриго Ногейра, в марте 2007-го «Pride» была продана материнской компанией Dream Stage Entertainment братьям Фертитта, совладельцам главного конкурента «Pride» — американского промоушена UFC. В результате, работники «Pride» были уволены, тем самым подведя черту в истории компании. Через некоторое время они же сформировали новую организацию под покровительством другой могущественной японской организации ММА — К-1. Новый промоушен получил название DREAM (с англ. — «Мечта») и начал функционировать с февраля 2008. Если учесть, что лучшие бойцы «Pride», за некоторыми исключениями, были перекуплены другими организациями ММА, то уровень конкуренции и зрелищности в DREAM заметно снизился, что естественным образом негативно сказалось и на популярности организации.

## История

### Истоки
Pride Fighting Championships стартовал в 1997 году, благодаря компании Kakutougi Revolution Spirits, устроившей встречу профессионального борца Нобухико Такады и Хиксона Грейси, одного из наиболее одиозных представителей семьи Грейси, известной своим мастерством бразильского джиу-джитсу. Бой, состоявшийся 11 октября 1997 года, собрал более 47 тысяч болельщиков и привлек внимание японских масс-медиа. Такой успех вдохновил промоутеров на проведение ряда боёв по смешанным правилам, а также годом позже провести матч-реванш между Такадой и Грейси. Создав конкуренцию уже популярной организации коммерческого кикбоксинга К-1, Pride начала транслировать бои по Fuji Television, а также продавать платные трансляции по спутниковому каналу SKY PerfecTV.

### Развитие и рост популярности
В 2000-м Pride провела первый Pride Grand Prix (Гран-При), турнир из двух частей для выявления «лучшего бойца в мире». Из 16-ти бойцов, вступивших на турнир на начальном этапе, половина вернулась через три месяца на финал. Лучшим из этой восьмерки стал американский борец Марк Колман, одержавший победу в заключительном поединке над украинским кикбоксером Игорем Вовчанчиным.
В августе 2002-го Pride объединилась со своим конкурентом К-1 для проведения самого большого события в мире ММА по сегодняшний день Shockwave (известного как Pride/K-1 Dynamite!! в Японии), которое собрало более 90 тысяч зрителей на стадионе Tokyo Dome.
Несмотря на подобный успех, 2003 год начался для Pride не лучшим образом. В середине января Наото Морисита, президент Dream Stage Entertainment, материнской компаний Pride, был найден повесившимся в своём гостиничном номере. Несмотря на то, что официальной версией является самоубийство из-за отказа его любовницы продолжать отношения, настоящая причина смерти не ясна по сей день. В качестве дополнительных версий высказывались проблемы с налоговой службой и возможная причастность к делу якудза. Как бы то ни было, новым президентом компании стал Нобуюки Сакакибара.
В том же году Pride ввела серию событий под названием «Бусидо», преимущественно для бойцов полусредней и легкой весовых категорий. Также в «Бусидо» бои были короче и состояли из одного 10-минутного и одного пятиминутного раунда. Помимо этого, рефери чаще вмешивался в бой, тем самым ограничивания применение тактики выжидания. За получение каждой жёлтой карточки, гонорар бойца пропорционально уменьшался.
В 2006 году DSE объявила о совместном проведении акции с UFC, самой крупной американской организацией ММА. Событие должно было включать бои таких знаменитостей как Вандерлей Сильва и Кадзуюки Фудзита. Однако, президент UFC, Дана Уайт, от имени компании Zuffa (материнская компания UFC), объявил, что долгожданный бой между Чаком Лидделлом и Вандерлеем Сильвой не состоится, потому что «с японцами очень трудно иметь дело.» Примечательно то, что Лидделл и Сильва должны были встретиться ранее на турнире Pride для полутяжеловесов, однако, согласно сетке боев, встреча должна была пройти в финале. Лидделл же неожиданно проиграл на ранней стадии Куинтону Джексону, который впоследствии был отправлен в технический нокаут Сильвой.
Несмотря на разногласия, совместный бой все же был проведен на территории США, в Лас Вегасе, Невада, что стало первой акцией Pride за пределами Японии.

### Начало краха
Пятого июня 2006 года, телесеть «Фудзи» объявила о разрыве контракта с Pride из-за нарушения пунктов контракта компанией DSE.

Mainichi Shimbun в Японии сообщает, что Fuji TV отменил трансляцию боёв PRIDE. Контракт немедленно отменён. Fuji TV сообщил, что PRIDE нарушил их контракт, но они не могут сказать, в чём именно заключалось нарушение. Yomiuri Hochi докладывает, в Fuji TV утверждают, что PRIDE провёл «недоговорённый бой», и что после консультации со своими адвокатами, они аннулировали контракт с DSE. Так же в статье Yomiuri упоминают об аресте трех якудза, связанных с Seiya Kawamata. И в статье Nikkei упоминается о влияние якудза в PRIDE.

В результате, Pride остался только со SKY PerfecTV, платным кабельным каналом, и лишился одного из главных источников дохода, что поставило существование компании под угрозу. В СМИ, особенно в японском таблоиде «Сюкан Гэндай» интенсивно муссировались слухи о причастности якудза, однако, представители DSE заявили, что запланированный Pride 32 все же состоится.
В конце 2006 года DSE намекнула на подписание Майка Тайсона, чей бой, якобы, был запланирован на 31 декабря, и Тайсон должен был сразиться с бойцом Pride по правилам бокса. Из-за уголовного прошлого Тайсона, ему было запрещено биться в Японии, поэтому Pride хотела провести бой за границей и транслировать бой на больших экранах на стадион в Сайтаме, где обычно проходили бои Pride. Тем не менее, бой все же не состоялся.
29 ноября того же года Pride объявила об отказе от дальнейшего проведения турниров «Бусидо», намереваясь интегрировать бои легковесов, традиционно проводившиеся в «Бусидо», в традиционные бои. Также было объявлено, что турниры Гран-При ежегодно будут проводиться в четырёх весовых категориях. Однако, первый ожидавшийся Гран-При в лёгком весе, был отменен.

### Распад
В марте 2007-го Нобуюки Сакакибара объявил о продаже активов Pride владельцам сети Station Casinos Лоренцо Фертитта, совладельцу компании Zuffa, материнской компании главного конкурента Pride — UFC. Продажа состоялась после Pride 34, и хотя точная сумма не была обнародована, в СМИ проскользнула информация, что стоимость сделки не превышала 70 миллионов долларов. Распоряжение активами Pride, включавшими в себя обширную видеотеку и подписанных бойцов, занялась специально сформированная для этого Pride FC Worldwide Holdings, LLC.
Изначально, менеджмент новой компании планировал продолжение деятельности Pride согласно установленному графику. Лоренцо Фертитта объявил о планах поддержания Zuffa и Pride отдельно друг от друга, периодически устраивая бои между бойцами Pride, UFC и, другой подконтрольной Zuffa, организации WEC. Впрочем, последующие заявления от представителя Zuffa, Даны Уайта, поставили под вопрос будущее Pride. После официального заключения сделки 25 мая 2007 года, Уайт отметил, что он планирует перевести лучших бойцов в UFC, а конкретных планов касательно Pride нет. В августе Уайт выразил сомнения о возможности воскрешения Pride в Японии, заявив: «Я (то есть „мы“) испробовал все фокусы какие только можно и я не могу договориться с [японским] телевидением. По-моему, они не хотят нашего присутствия там. По-моему, они не хотят моего присутствия там.» 4-го октября 2007-го года Pride Worldwide закрыла свой офис в Японии, уволив 20 человек, работавших там со времен закрытия DSE, после чего Pride умер окончательно.

## Чемпионы
Когда Zuffa купила Pride, было проведено два боя для объединения чемпионских поясов в средней и полусредней весовых категориях Pride со средней и полутяжёлой весовыми категориями UFC. Разница между категориями заключалась лишь в названиях, весовые лимиты были практические одинаковые. Поскольку оба пояса Pride в данных категориях держал американский боец Дэн Хендерсон, ему пришлось биться дважды. Сначала Хендерсон провел бой с чемпионом UFC в полутяжелом весе Куинтоном Джексоном, которому проиграл решением после пяти раундов. Во втором бою Хендерсон сошелся с королём среднего веса UFC Андерсоном Сильвой, которому также проиграл, но уже — удушением во втором раунде. Идея «объединения» поясов вызывает сомнения, так как бои проводились в октагоне и по правилам UFC.
Ниже указаны обладатели чемпионских титулов по состоянию на 8 апреля 2007 года, дату последнего шоу под эгидой Pride.
| Категория       | Весовой лимит | Чемпион           | Начиная с       | Количество защит |
| --------------- | ------------- | ----------------- | --------------- | ---------------- |
| Тяжелый вес     | От 93 кг      | Фёдор Емельяненко | 31 декабря 2004 | 3                |
| Средний вес     | До 93 кг      | Дэн Хендерсон     | 24 февраля 2007 | 0                |
| Полусредний вес | До 83 кг      | Дэн Хендерсон     | 31 декабря 2005 | 0                |
| Лёгкий вес      | до 73 кг      | Таканори Гоми     | 31 декабря 2005 | 1                |

## Известные бойцы
Нижеследующие бойцы выигрывали или являлись финалистами турнира, или завоевывали титул чемпиона.

### Тяжелый вес
- Фёдор Емельяненко (Последний чемпион Pride FC в тяжелом весе, чемпион Pride FC Grand Prix 2004)
- Антонио Родриго Ногейра (Первый чемпион Pride FC и временный чемпион Pride FC в тяжелом весе)
- Мирко «Крокоп» Филиппович (Чемпион турнира Pride GP 2006 в открытой весовой категории)
- Марк Колман (Чемпион Pride FC Grand Prix 2000)
- Игорь Вовчанчин (Финалист Pride FC Grand Prix 2000)
- Джош Барнетт (финалист турнира Pride FC 2006 в открытой весовой категории)
- Кевин Рэндлман (участник pride gp 2004,2005)

### Средний вес
- Вандерлей Сильва (Бывший чемпион Pride FC в среднем весе, чемпион Pride FC Grand Prix 2003 в среднем весе)
- Дэн Хендерсон (Последний чемпион Pride FC в среднем весе)
- Маурисиу «Сёгун» Руа (Чемпион Pride FC 2005 Grand Prix в среднем весе)
- Рикардо Арона (Финалист 2005 Pride FC Grand Prix)
- Куинтон Джексон (претендент на титул чемпиона, финалист Pride Grand Prix 2003 в среднем весе)
- Кадзуси Сакураба (легендарный боец Pride, обладатель рекорда самого долгого боя в истории ММА: 90 минут против Ройса Грейси)

### Полусредний вес
- Дэн Хендерсон (Единственный чемпион Pride FC в среднем весе и чемпион Pride FC Grand Prix 2005 в полусреднем весе)
- Кадзуо Мисаки (Чемпион Pride FC 2006 Grand Prix в полусреднем весе)
- Дэнис Канг (Финалист Pride FC 2006 Grand Prix в полусреднем весе)

### Лёгкий вес
- Таканори Гоми (Единственный чемпион Pride FC в лёгком весе и чемпион Pride FC Grand Prix 2005 в лёгком весе)
- Хаято Сакураи (Финалист Grand Prix в лёгком весе)